# Ruth Anderson
Ruth Anderson   (Kalispell, 21 de març de 1928 - Bronx, 29 de novembre de 2019) fou una flautista i compositora estatunidenca.
Algunes de les seves obres han estat publicades pel segell Opus One (que sobretot publica obres de dones). La seva obra més destacada és Dump (1970), un estrany collage sonor en la qual l'autora utilitza anuncis de ràdio i televisió. Una altra obra coneguda és I come out of your sleep (Surto del teu somni, 1979), on fa servir sons manipulats electrònicament. Una altra obra a destacar és SUM (State of the Union Message, 1973), que és un altre collage sonor.